# Plutarco Haza
Plutarco Valdés Haza (Ciudad Obregón estado de Sonora, 22 de junho de 1972) é um ator mexicano.

## Biografia
Plutarco nasceu em Ciudad Obregón, mas foi criado em Mazatlán no estado de Sinaloa. Para obter êxito em sua carreira de ator, ele se mudou para Cidade do México. Ele estudou Licenciatura em Teatro. Participou de alguns filmes mexicanos, tais como "En el Aire" (1993), "Cilantro" e "Perejil" (1995). Uma faceta em sua vida foi ter sido apresentador, e sua estreia foi no programa infantil "Bizbirije", transmitido pelo Canal 11 no México.
Sua carreira teatral é extensa, começou com a obra "Así que pasen cinco años" de Federico García Lorca em (1992); depois atuou em "El Contrapaso" (1993) sob a direção de José Caballero; "Morir, dormir, soñar" interpretando a Macbeth (1993); "Roberto Zucco" (1994); "¡Ah machos¡" (1996); "Muerte Súbita" (1998); "Llegué y no me esperabas" e "El Cartero" (1999).
Plutarco fez toda sua carreira na TV Azteca, atuando em muitas telenovelas como: "Mirada de Mujer", "Buenos para nada", "La Casa del naranjo", "Romántica Obsesión", "Todo por Amor" e "País de las mujeres". Em 2003 seguiu dando vida ao personagem Andrés em "Mirada de Mujer, el regreso".
De certa forma, Plutarco ficou mas conhecido por conta do seu casamento de 10 anos com a atriz Ludwika Paleta, com quem se casou no civil e teve um filho chamado Nicolás. Após 6 anos de casamento, eles se casaram na igreja no dia 18 de dezembro 2004, na cidade de Acapulco. Alguns anos depois, Ludwika teve um envolvimento sentimental com o conturbado ator Pablo Montero durante as gravações da telenovela Duelo de pasiones no ano de 2006, na qual eram os protagonistas. Ela se separou de Plutarco, mas não chegou a assumir Pablo publicamente. Então, pouco tempo depois, Plutarco e Ludwika retomaram o casamento. O mesmo durou pouco, pois em 2008 eles anunciaram o divórcio.
Em 2010 foi protagonista da telenovela Las Aparicio.

## Vida Pessoal
Em 1997 iniciou um relacionameno com a atriz Ludwika Paleta com quem tem um filho, Nicolas, nascido em 11 de novembro de 1999. O relacionamento durou até agosto de 2008.

## Filmografia

### Telenovelas
- Cautiva por amor (2025) - Remigio Fuentes Mansilla[5]
- El gallo de oro - Lorenzo Benavides
- Senda prohibida (2023) - Raymundo Corrales[6]
- Donde hubo fuego (2022) - Noe Serrano[7]
- Mujer de nadie (2022) - Rafael[8]
- No te puedes esconder (2019) - Alejandro Sánchez
- Silvia Pinal, frente a ti - (2019) - Gregorio Wallerstein
- El secreto de Selena (2018-2019) - Carlos Valdez
- Perseguidos (2017) - Archibaldo Valencia / Ramón Lascuráin
- El señor de los cielos (2015-2020) - Dalvio "El Ingeniero" Navarrete
- En otra piel (2014) - Carlos Ricalde / Raúl Camacho
- Demente criminal (2014) - Camilo Celaya
- Los secretos de Lucía (2013) - Arsenio Reina
- Las Aparicio (2010) - Leonardo Villegas
- Pobre rico pobre (2008-2009) - Max Ferreira
- Mientras haya vida (2007-2008) - Rodrigo
- Machos (2005-2006) - Alex Mercader
- Mirada de mujer: El regreso (2003-2004) - Andrés San Millán Domínguez
- El país de las mujeres (2002-2003) - Bruno
- Amores... querer con alevosía (2001) - Salvador
- Cara o cruz (2001) - Martín Alcántara
- Todo por amor (2000-2001) - Javier Villegas
- Romántica obsesión (1999) - Óscar de la Rosa
- La casa del naranjo (1998) - Fausto Olmedo
- Mirada de mujer (1997-1998) - Andrés San Millán Domínguez
- Bendita mentira (1996) - Dr. Sandoval
- Si Dios me quita la vida (1995) - Hugo

### Programas
- MasterChef Celebrity México (2025) - Participante[9]

### Series
- Lo que callamos las mujeres (episodio "Alas rotas", 3 de diciembre de 2001)
- Bizbirije (1996–1998) - Alex y Clark

### Cine
- En el aire (1995)
- Bala bume bum! (2000). Cortometraje
- Atlético San Pancho (2001)
- Las Buenrostro (2005)
- Un mundo maravilloso (2006)
- Bajo la sal (2008)
- Amor letra por letra (2008)
- El libro de piedra (2009)
- Hidalgo: La historia jamás contada (2010)
- Entre piernas (2010)
- Crimen de lujuria (2011)
- Las razones del corazón (2011)
- Mi mejor regalo (2013)
- Selección Canina (2015)
- Héroes (2023)